# تیلر (نبراسکا)
تیلر(به انگلیسی: Taylor) شهری در ایالت نبراسکا کشور ایالات متحده آمریکا است که جمعیت آن در سرشماری سال ۲۰۱۰ میلادی، ۱۹۰ نفر بوده‌است.